# سكينتيا
سكينتيا (بالرومانية: Scînteia) كان اسم لجريدتين تم إصدارهما وتحريرهما في حقب مختلفة من قبل الشيوعيين الرومانيين أثناء عهد جمهورية رومانيا الاشتراكية. الأسم كان مترجما ومأخوذ عن اسم جريدة إسكرا السوفييتية.

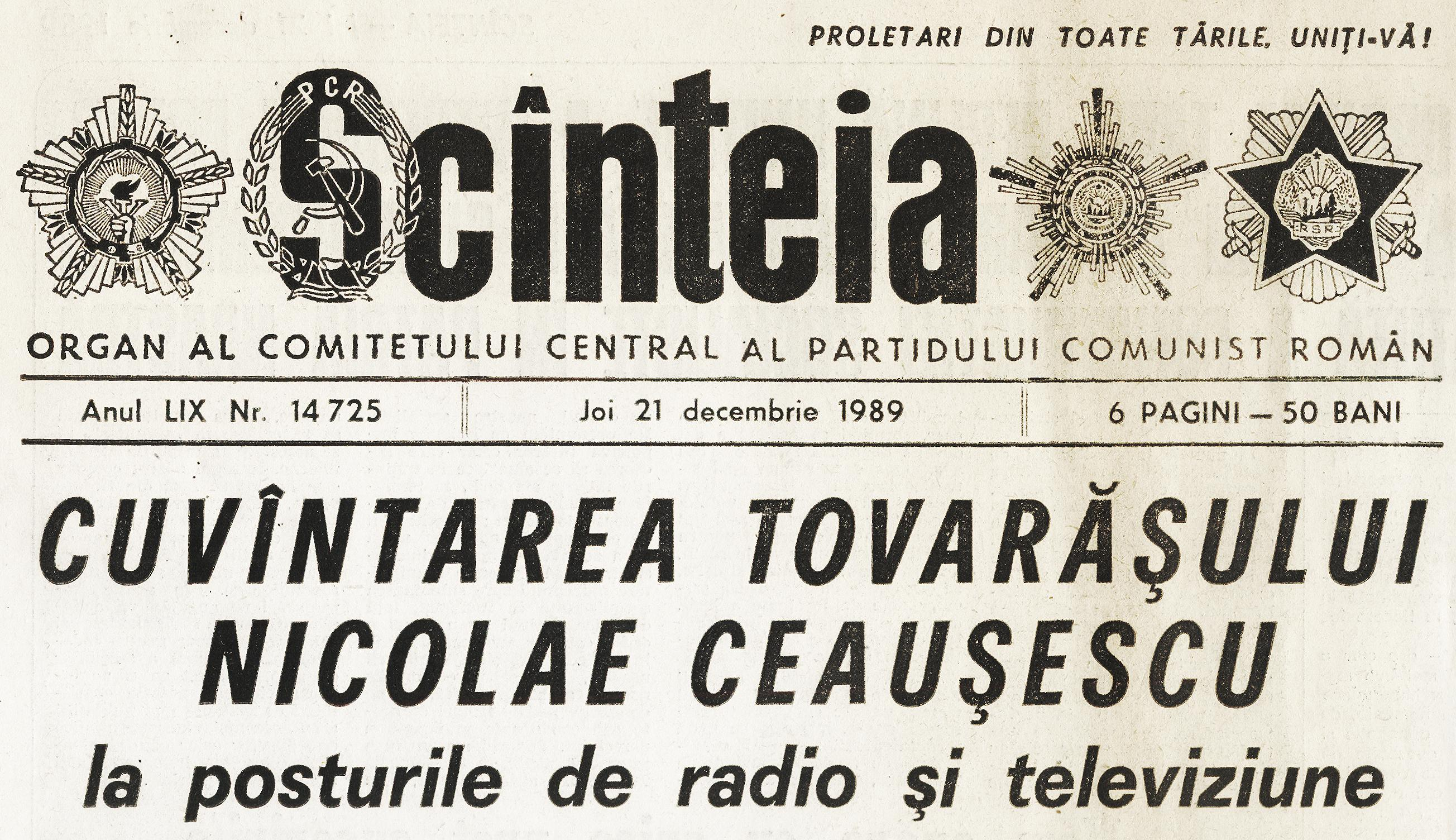
من الأعداد الاخيرة للجريدة, مكتوب في عنوان الصفحة : "الرفيق تشاوشيسكو يتحدث للشعب علي كافة محطات الراديو والتلفزيون" وكان ذلك العدد بتاريخ 21 ديسمبر 1989 أي اثناء اندلاع الثورة الرومانية.

## التاريخ

### 1919 في أوديسا
أول صحيفة صدرت بهذا الاسم صدرت عام 1919 في مدينة اوديسا الاوكرانية بروسيا البلشفية من قبل الثوريين الرومانيين.

### في رومانيا (1931-1989)
أصبحت سكينتيا الصحيفة الرسمية للحزب الشيوعي الروماني في 15 أغسطس 1931, وكانت تصدر سرا في بوخاريست حتي 1940 (عندما أصبح العداء بين السوفييت ورومانيا في مستوي جعل القمع تجاه البروباجندا الشيوعية وشيكا).
مع انسحاب رومانيا من دول المحور في الحرب العالمية الثانية إلى دول الحلفاء، سكينتيا أعادت النشر مرة اخري.
في فترة جمهورية رومانيا الاشتراكية، أصبحت مقياس التغير في المناخ السياسي والرأي العام الروماني والوسيط الإعلامي الرئيسي الذي يستخدمه النظام الشيوعي لزرع أفكاره والتشهير بمعارضينه.
علاوة على ذلك، وفي ذكرى إنشاء الجريدة الثلاثين بعام 1961, دشنت الصحيفة يوم الصحافة الرومانية القومي للدلالة علي قوة العلاقة بين وسائل الإعلام الرسمية وباقي وسائل الإعلام.
المقر الرئيسي للصحيفة كان تجسيدا للواقعية الاشتراكية وكان يسمي بـ Combinatul Poligrafic Casa Scînteii "I.V.Stalin والذي عدل لاحقا ليكون Casa Scînteii فقط بعد عمليات اجتثاث الستالينية برومانيا، بعد سقوط النظام الشيوعي الروماني، تم إطلاق اسم بيت الصحافة الحرة عليه.
كانت هناك نسخة شبابية للصحيفة تسمي Scînteia Tineretului وبدأ أول إصدار لها في 1944 وكانت تصدر باسم Tinerețea (تعني الشباب).

### مصيرها بعد ديسمبر 1989
مع سقوط النظام الشيوعي الروماني في الثورة الرومانية، أدي ذلك الي انهيار كافة المؤسسات الشيوعية التابعة للحزب، بما في ذلك الصحف، أغلب اصول صحيفة سكينتيا تم الاستحواذ عليها من قبل صحيفة رومانية عادت للنشر مرة اخري بعد منعها من قبل الشيوعيين تسمي أديفارول.

## مديرو التحرير
- ميرون قنسطنطينيسكو (1944–1947)
- سورين توما (1947–1960)
- تيودور مارينسكو (1960–1965)
- دوميترو بوبيسكو (1965–1968)
- اليكساندرو لونيسكو (1968–1978)
- قسطنطين ميتيا (1978–1981)
- ايون كامبانيسكو (1981–1984)
- ايون ميتران (1985–1989)